# Zha cai
El Zha cai (xinès simplificat i tradicional: 榨菜, pinyin: Zhàcài, literalment 'vegetals a pressió') és un adob de l'arrel de la mostassa. Es tracta d'un producte molt típic de la regió de Sichuan (Xina). Altres transliteracions poden ser cha tsai, tsa tsai (Xinès mandarí); o jar choy, jar choi, ja choi, ja choy, o cha tsoi (Cantonès). En altres idiomes com l'anglès, s'anomena aquest menjar Sichuan vegetable (vegetal de sichuan), Szechwan vegetable, o Chinese pickled vegetable (adob de verdures xinès).

## Característiques
El confitat s'elabora amb arrels de la Brassica juncea, subespècie tatsai. L'arrel se salta i després se sotmet a pressió i es va assecant, es frega amb xili picant perquè fermenti en gerres de fang. Aquest procés fa que l'arrel es preservi i que es pugui utilitzar en la cuina, d'una manera molt similar al kimchi de la cuina coreana.
El gust és una combinació d'especiat, àcid i salat, mentre que l'aroma és similar al xucrut amb salsa picant. La seva textura única - cruixent però una mica tendra - pot ser comparada vagament als cogombrets occidentals. El Zha cai se sol rentar abans de ser emprat en la cuina, per tal d'eliminar l'excés de xili i de sal. Depenent de la regió i de la marca, el gust predominant pot oscil·lar entre dolç, especiat, salat o fins i tot àcid.

## Usos
Se sol emprar en les cuines del sud de la Xina, particularment en una sopa elaborada amb carn de porc i mifen (fideus d'arròs) i és així mateix condiment de l'arròs congee. Habitualment, es pica en trossos o en tiretes i es fa servir en petites quantitats, atès el seu gust extremadament salat. No obstant aquest fet, la salinitat pot ser temperada amb un lleuger remull previ a l'ús. Un famós plat xinès amb zha cai és "fideus amb Zha Cai i tires de porc" (榨菜肉絲麵; zhà cài ròusī miàn). El Zha cai és també un ingredient del Cifantuan, un plat molt popular a la zona de Xangai. Al Japó és molt comú en els restaurants xinesos (encara que menys especiat, adaptat al gust dels japonesos) i es translitera en japonès (romaji) com a zāsai (katakana: ザーサイ; kanji: 搾菜). El major productor pot vendre més de 15.000 milions d'unitats.